# Alan Roscoe
Pour les articles homonymes, voir Roscoe.

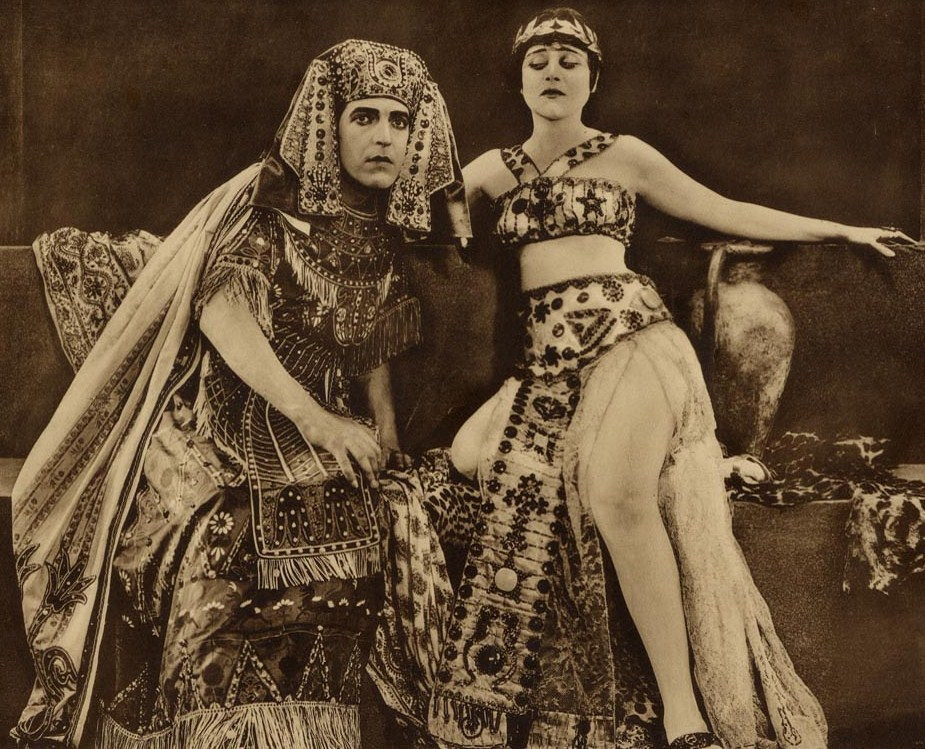
Avec Theda Bara, dans Cléopâtre (1917)

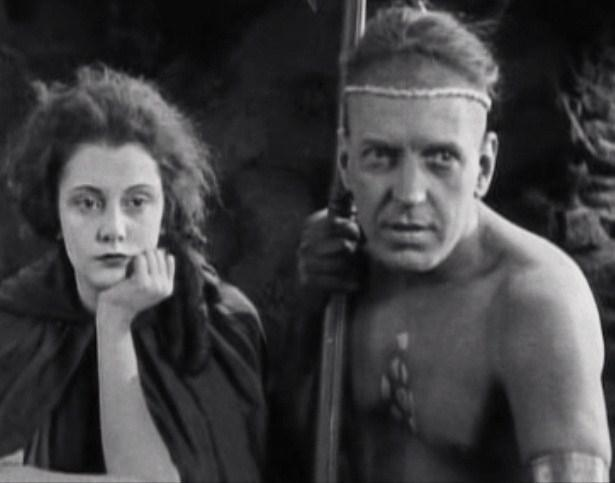
Avec Barbara Bedford, dans Le Dernier des Mohicans (1920)

Alan Roscoe est un acteur américain (de cinéma muet principalement), né John Albert Roscoe le 23 août 1886 à Nashville (Tennessee), mort le 8 mars 1933 à Los Angeles (Californie).
Il est parfois crédité Albert Roscoe, Al Roscoe ou Allan Roscoe.

## Biographie
Après des débuts au cinéma dans huit courts métrages et un long métrage sortis en 1915, Alan Roscoe tourne trois films sortis en 1917, dont Le Roman de Marguerite Gautier (rôle d'Armand Duval) et Cléopâtre (rôle de Pharon), tous deux réalisés par J. Gordon Edwards et avec Theda Bara dans les rôles-titres. Il retrouve l'actrice sur cinq autres réalisations d'Edwards, deux de 1918 (When a Woman Sins et Salomé — rôle de Jean le Baptiste), puis trois de 1919. À noter que six des sept films du couple Bara-Roscoe sont actuellement réputés perdus (dont ceux pré-cités).
Jusqu'en 1929, Alan Roscoe contribue à environ soixante-dix films muets américains. Parmi eux, mentionnons encore Le Dernier des Mohicans de Clarence Brown et Maurice Tourneur (1920, rôle d'Uncas), avec Barbara Bedford. Un temps marié (divorce), le couple se retrouve à l'écran dans trois autres films muets (1923-1925-1928) et un film parlant (1932).
À partir de 1929 et jusqu'à sa mort prématurée en 1933 (d'un cancer), Alan Roscoe collabore à une trentaine de films parlants, dont Les Titans du ciel de George W. Hill (1931, avec Wallace Beery et Clark Gable).
Parmi ses autres partenaires au cinéma, citons Pauline Frederick (deux films muets, dont Madame X de Frank Lloyd en 1920), Mildred Harris (deux films muets), Leatrice Joy (deux films muets), Shirley Mason (trois films muets), ainsi que Mae Murray (un film muet, puis le film parlant — le dernier de l'actrice — Le Grand Enjeu de Lowell Sherman en 1931).

## Filmographie partielle

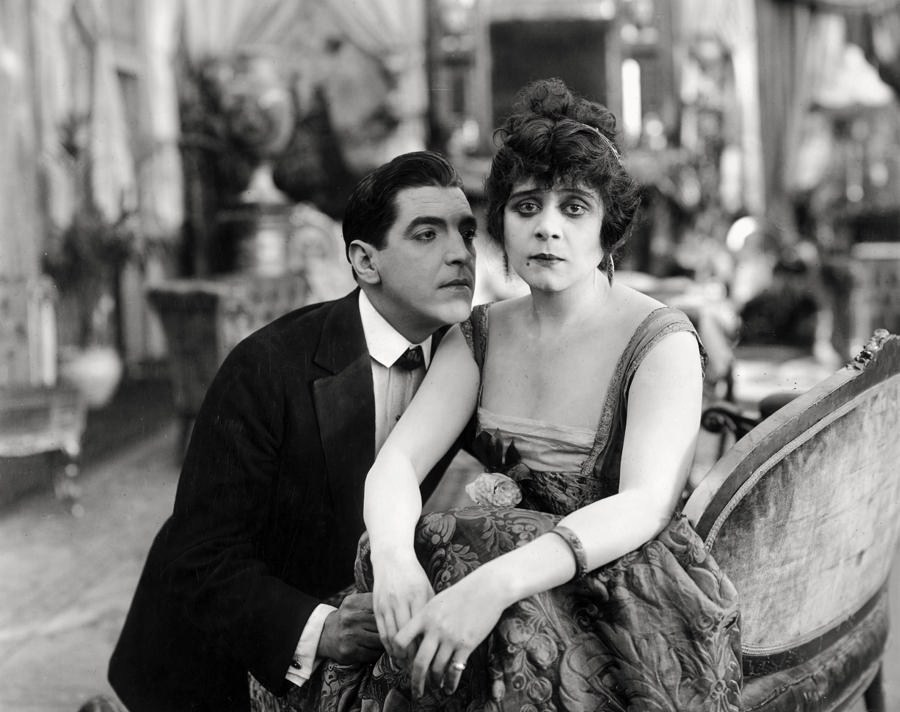
Avec Theda Bara, dans Le Roman de Marguerite Gautier (1917)

- 1917 : Camille de J. Gordon Edwards
- 1917 : La Reine des Césars (Cleopatra) de J. Gordon Edwards
- 1918 : The Doctor and the Woman (en) de Phillips Smalley et Lois Weber
- 1918 : The She-Devil de J. Gordon Edwards
- 1918 : Salomé (Salome) de J. Gordon Edwards
- 1918 : When a Woman Sins de J. Gordon Edwards
- 1918 : Her Body in Bond (en) de Robert Z. Leonard
- 1919 : The Siren's Song (en) de J. Gordon Edwards
- 1919 : Evangeline de Raoul Walsh
- 1919 : The City of Comrades (en) d'Harry Beaumont
- 1919 : A Man's County (en) de Henry Kolker
- 1920 : Son cornac (Her Elephant Man) de Scott R. Dunlap
- 1920 : Madame X de Frank Lloyd
- 1920 : L'Affaire Paliser (The Paliser Case) de William Parke
- 1920 : Le Dernier des Mohicans (The Last of the Mohicans) de Clarence Brown et Maurice Tourneur
- 1920 : Une âme à la dérive (en) ou La Flétrissure (Tarnished Reputations) de Herbert Blaché, Alice Guy et Léonce Perret
- 1920 : Her Unwilling Husband de Paul Scardon
- 1920 : The Branding Iron de Reginald Barker
- 1921 : The Last Card (en) de Bayard Veiller
- 1921 : Over the Wire de Wesley Ruggles
- 1922 : Sur les sables brûlants (Burning Sands) de George Melford
- 1922 : The Man Who Saw Tomorrow de Alfred E. Green
- 1922 : No Trespassing de Edwin L. Hollywood
- 1923 : Lovebound (en) de Henry Otto
- 1923 : Java Head de George Melford
- 1923 : La Brebis égarée (The Spoilers), de Lambert Hillyer
- 1923 : The Net (en) de J. Gordon Edwards
- 1924 : Flirting with Love (en) de John Francis Dillon
- 1924 : The Chorus Lady (en) de Ralph Ince
- 1924 : The Mirage de George Archainbaud
- 1925 : Before Midnight (en) de John G. Adolfi et Henry Ginsberg (en)
- 1925 : Why Women Love (en) d'Edwin Carewe
- 1925 : The Lure of the Wild de Frank R. Strayer
- 1926 : The King of the Turf (en) de James P. Hogan
- 1926 : The Wolf Hunters de Stuart Paton
- 1926 : The Texas Streak de Lynn Reynolds
- 1926 : In the Tentacles of the North (en) de Louis Chaudet
- 1927 : Sa dernière culotte (Long Pants) de Frank Capra
- 1928 : Marry the Girl de Phil Rosen
- 1928 : L'Infidèle (The Mating Call) de James Cruze
- 1928 : Driftwood (en) de Christy Cabanne
- 1928 : His Last Haul (en) de Marshall Neilan
- 1928 : The Sideshow d'Erle C. Kenton
- 1929 : The Red Sword (en) de Robert G. Vignola
- 1929 : La Fleur du désert (en) (Love in the Desert) de George Melford
- 1929 : Le Capitaine Black (en) (Hurricane) de Ralph Ince
- 1929 : Les Mousquetaires de l'air (Flight) de Frank Capra
- 1929 : Le Vagabond du jazz (The Vagabond Lover) de Marshall Neilan
- 1929 : Le Roman vécu (en) (Seven Keys to Baldpate) de Reginald Barker
- 1930 : The Fall Guy (en) de Leslie Pearce
- 1930 : Half Shot at Sunrise de Paul Sloane
- 1930 : Danger Lights de George B. Seitz
- 1930 : The Pay-Off de Lowell Sherman
- 1930 : Rain or Shine de Frank Capra
- 1931 : The Public Defender de J. Walter Ruben
- 1931 : Les Titans du ciel (Hell Divers) de George W. Hill
- 1931 : La Princesse amoureuse (The Royal Bed) de Lowell Sherman et Bryan Foy
- 1931 : Le Dirigeable (Dirigible) de Frank Capra
- 1931 : Subway Express (en) de Fred C. Newmeyer
- 1931 : High Stakes, de Lowell Sherman
- 1932 : Hello Trouble (en) de Lambert Hillyer
- 1932 : Révolte à Sing Sing (The Last Mile) de Samuel Bischoff
- 1932 : The Death Kiss d'Edwin L. Marin
- 1932 : Les Étrangers de la nuit (Strangers of the Evening) d'H. Bruce Humberstone
- 1932 : The Last Man (en) d'Howard Higgin
- 1933 : The Cheyenne Kid (en) de Robert F. Hill
- 1933 : Lucky Devils (en) de Ralph Ince